# 마이클 핀리
마이클 하워드 핀리(영어: Michael Howard Finley, 1973년 3월 6일 ~ )는 미국의 은퇴한 농구 선수이다. 미국 프로 농구팀인 피닉스 선스와 댈러스 매버릭스 등에서 활약했다.